# 荷兰皇家海军比费尔号
荷兰皇家海军比费尔号（荷蘭語：Zr. Ms. Buffel）是一条19世纪铁甲冲角舰，原归荷兰皇家海军，属海防舰。如今该舰属于鹿特丹海事博物馆，停靠在该博物馆旁边。

## 设计和建造
该舰于1868年在苏格兰格拉斯哥建造。该舰是荷兰皇家海军第一条没有帆的舰船，拥有一个蒸汽机以及两个螺旋桨，最大航速约13节（24 km/h）。她以6节速度的巡航半径为2,150海里（4,000 km）左右。她的主要任务是与其他两艘姊妹舰以及两艘浅水重炮舰一起参与荷兰海防。
船员包括150人，军官，海军军士，以及水手。

## 服役纪录
她的纪录并不非常引人注目；唯一一次远洋航行是1868年她自格拉斯哥到登海尔德的处女航，航行不算太成功，她颠簸得非常厉害，而且还漏水。自那之后她一直呆在北海（与她的任务相符），她唯一一个外国停泊港是1871年在比利时安特卫普。
她带着荷兰皇家陆军参加了许多次国家演习，1894年她退出现役。此后两年内她作为训练新水兵的教练船，1896年她成为了住宿船。她停泊于荷兰的几个海军机构中，最后25年她主要停在阿姆斯特丹。她的船艏有（北约）旗号（舷號）A 884，A代表Auxiliary（辅助），第一个8是所有荷兰皇家海军军舰的代码。
1973年，她退役了，1974年她被卖给鹿特丹市，成为了一艘博物馆舰船。

### 外观

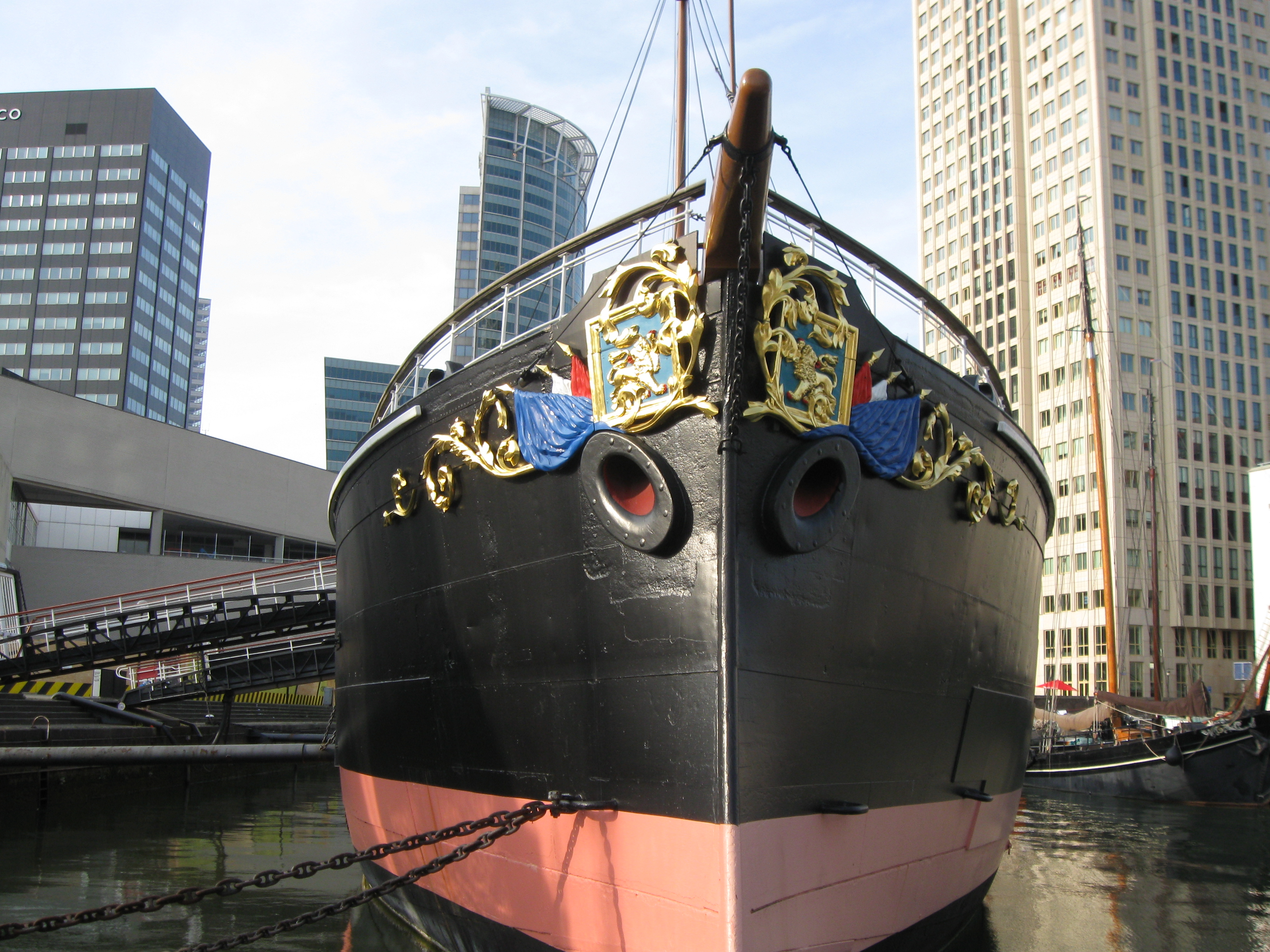
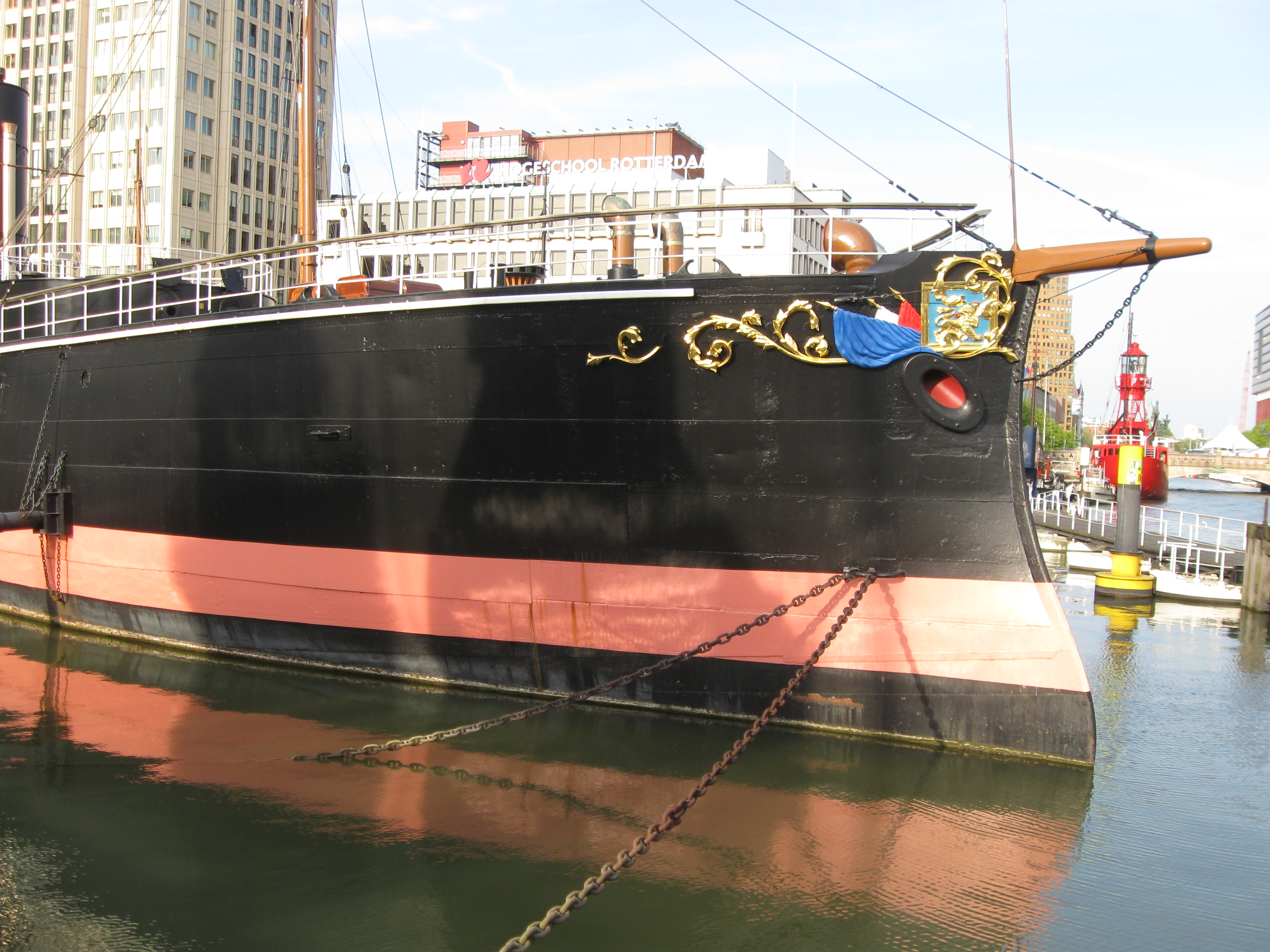

## 图集

### 内景

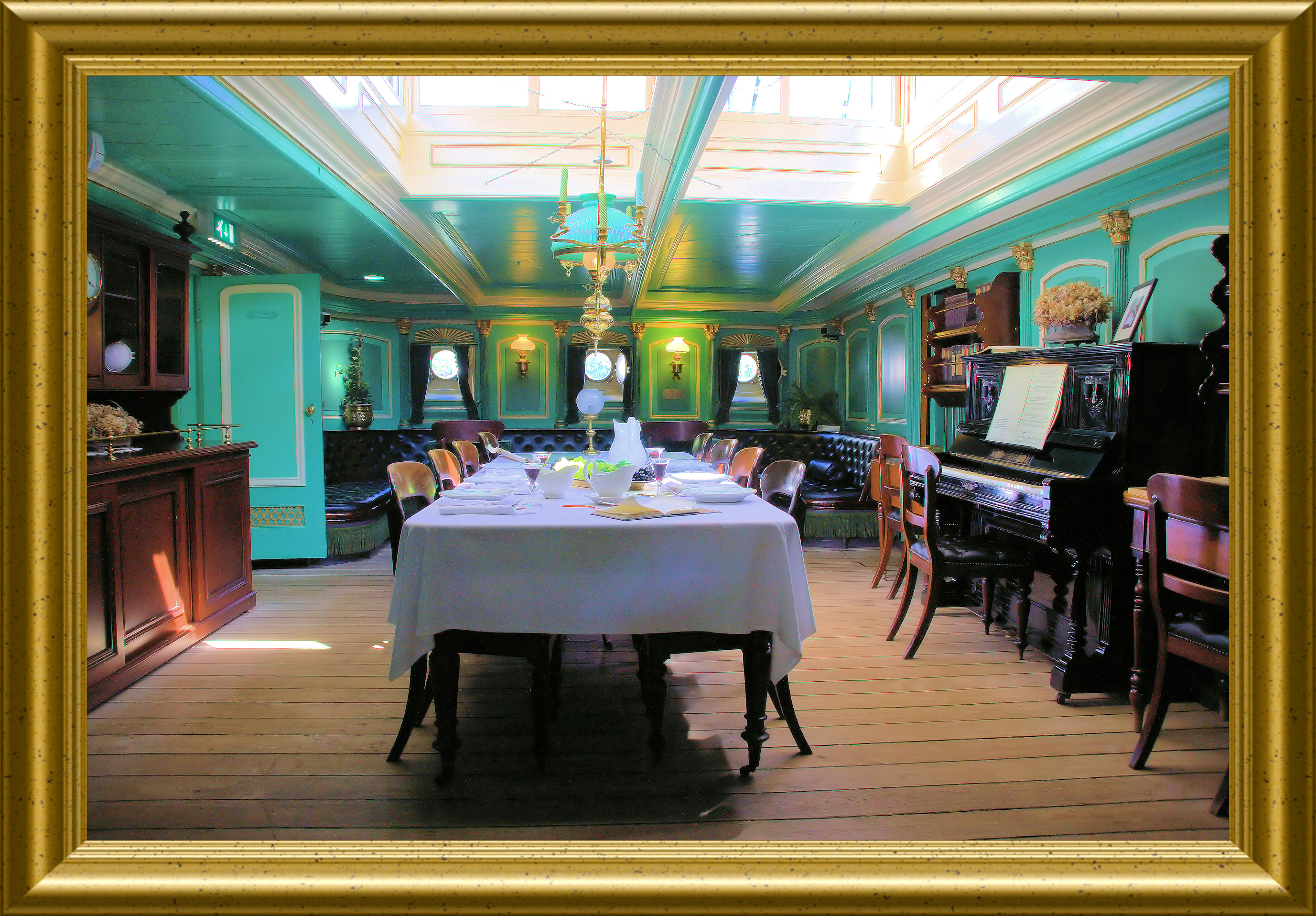
长房
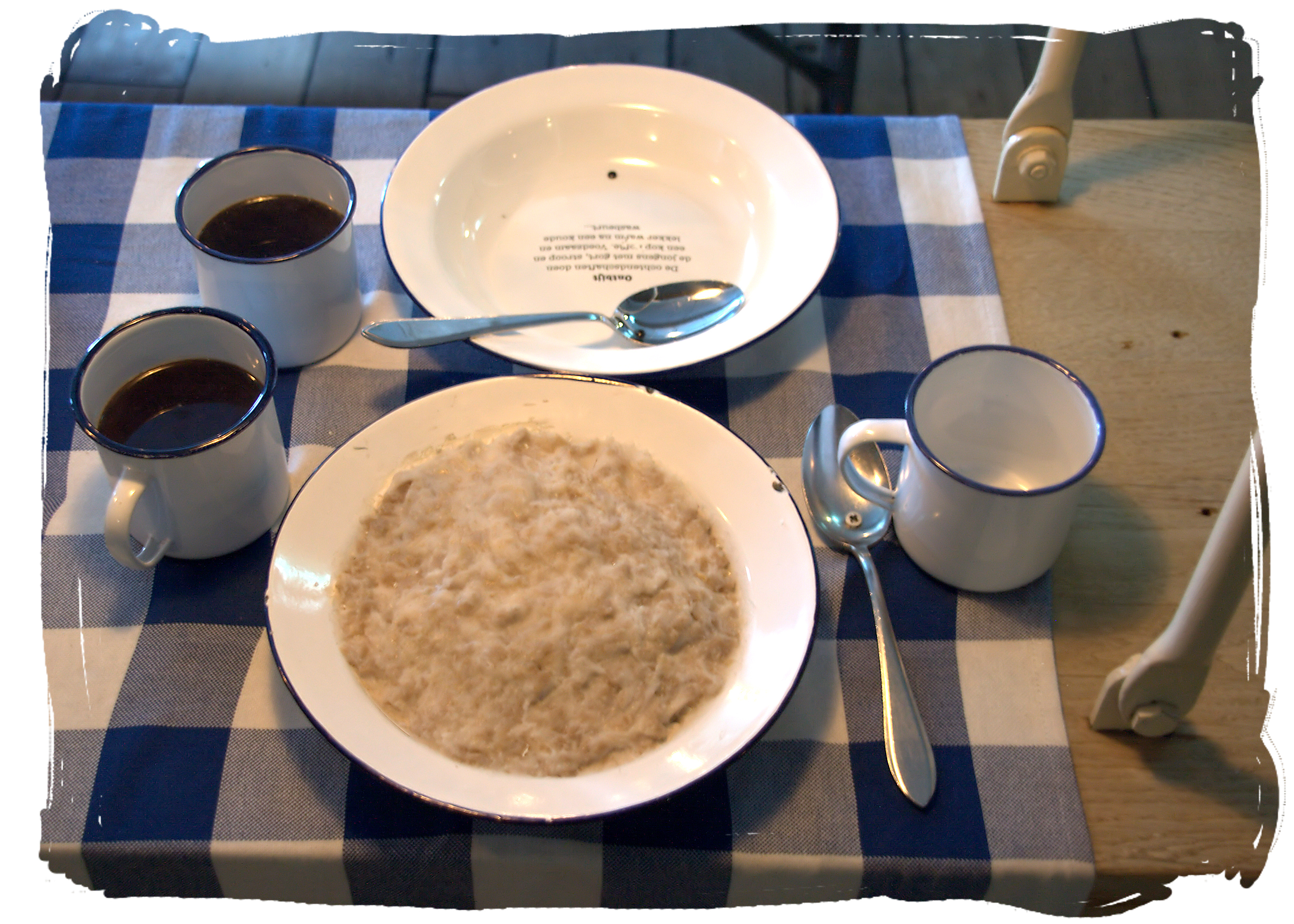
桌上的食物
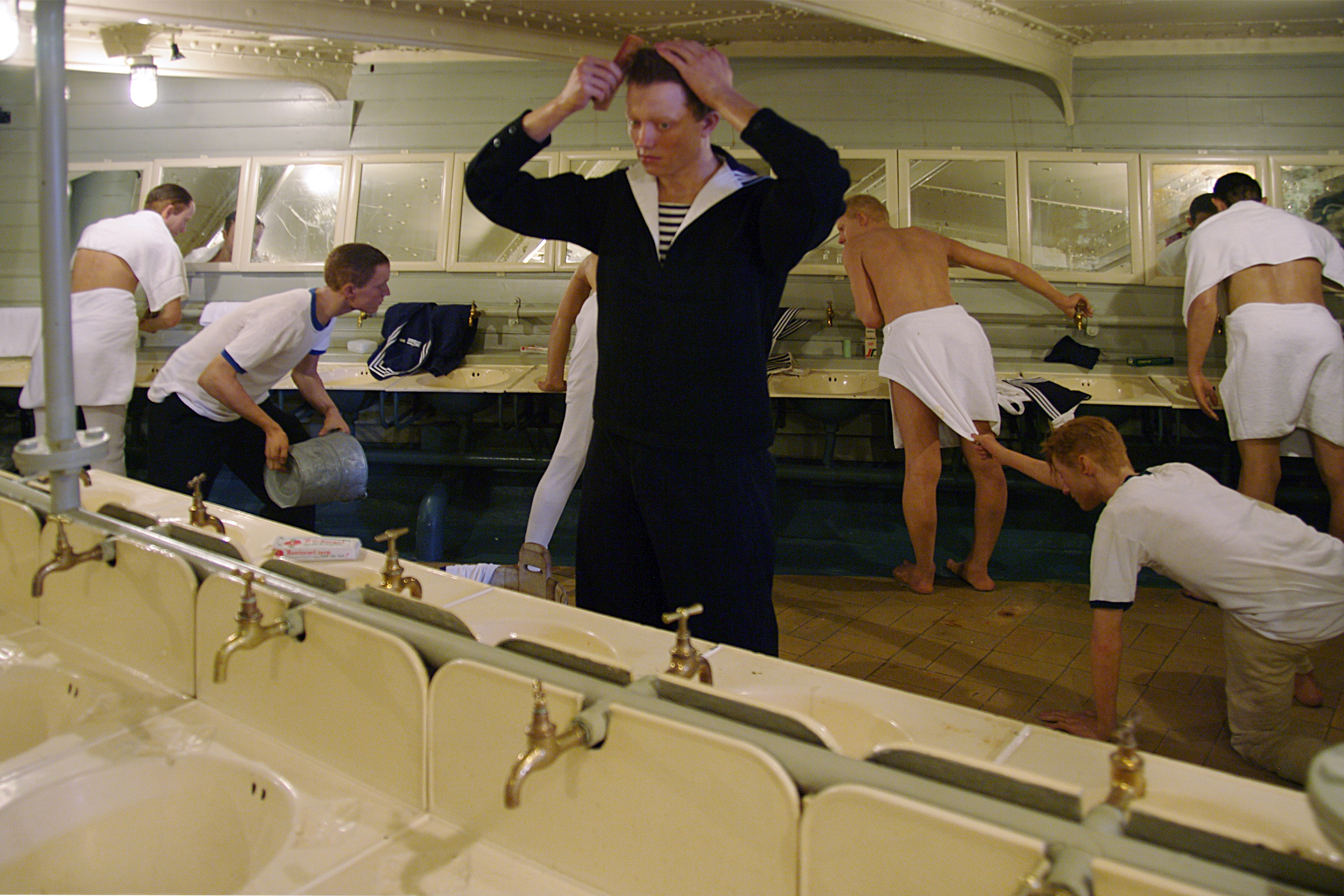
正在洗漱的水兵